# Trigonidium rubellonigrum
Trigonidium rubellonigrum är en insektsart som beskrevs av Andrej Vasiljevitj Gorochov 1987. Trigonidium rubellonigrum ingår i släktet Trigonidium och familjen syrsor. Inga underarter finns listade i Catalogue of Life.